# Yawatahama
Yawatahama (八幡浜市, Yawatahama-shi) est une ville située dans la préfecture d'Ehime, au Japon.

## Géographie

### Localisation
Yawatahama est situé dans l'ouest de l'île de Shikoku, à la base de la péninsule de Sadamisaki.

### Démographie
En 2020, la population de Yawatahama était de 31 987 habitants répartis sur une superficie de 132,68 km2.

### Climat
Yawatahama a un climat subtropical humide caractérisé par des étés chauds et des hivers frais avec des chutes de neige légères ou inexistantes. La température moyenne annuelle est de 15,5 °C. La pluviométrie annuelle moyenne est de 1 644 mm, septembre étant le mois le plus humide.

## Histoire
La région actuelle de Yawatahama faisait partie de l'ancienne province d'Iyo et son nom est mentionné pour la première fois à l'époque de Nara. À l'époque d'Edo, la région appartenait au clan Date du domaine d'Uwajima.
Le bourg moderne de Yawatahama est créé le 1er avril 1889. Il obtient le statut de ville le 11 février 1935.

## Transports
La ville est desservie par la ligne Yosan de la JR Shikoku.
Le port de Yawatahama a des liaisons de ferry avec Beppu et Usuki sur l'île de Kyūshū.